# Erenhot
Cette page contient des caractères spéciaux ou non latins. S’ils s’affichent mal (▯, ?, etc.), consultez la page d’aide Unicode.
Erenhot (chinois : 二连浩特 ; pinyin : Èrliánhàotè, mongol : ᠡᠷᠢᠶᠡᠡ

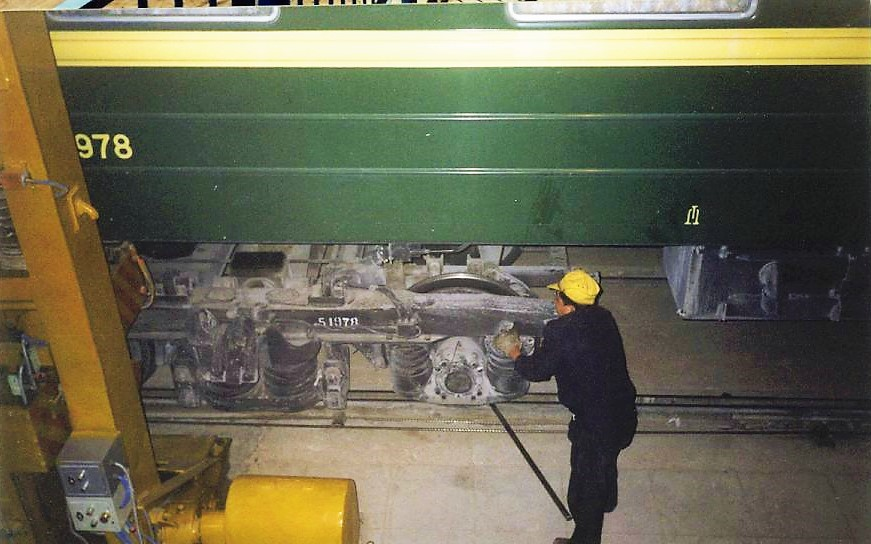
Changement des essieux dans la gare d'Erenhot.

ᠬᠣᠲᠠ, cyrillique : Эрээн хот, MNS : Ereen khot est une ville de la ligue de Xilin Gol, dans la région autonome de Mongolie-Intérieure en Chine.
Elle est située à la frontière avec la Mongolie, sur la ligne du chemin de fer transmongol (branche sud du transsibérien). La différence d'écartement entre les voies ferrées de Mongolie (à l’écartement russe de 1 520 mm) et de Chine (à l’écartement standard de 1 435 mm) impose le changement des essieux des voitures, tâche qui est effectuée dans la gare d'Erenhot.
On y trouve également un musée des dinosaures.

## Démographie
La population du district était de 15 793 habitants en 1999. Seule la moitié des appartements de la ville est occupée. L'autre moitié de la ville est encore en construction[réf. nécessaire].